# Neto (basquetebolista)
Arlindo Gomes Baltazar Neto (Vilhena, 5 de janeiro de 1986), mais conhecido como Neto, é um jogador brasileiro de basquetebol. Atualmente defende o Pinheiros no Novo Basquete Brasil.

## Início
Neto começou a treinar basquete ainda criança em Vilhena, sua cidade natal. Para fortalecer os braços, realizava treinos com uma abóbora. Após fazer 56 pontos na final dos Jogos Escolares de Rondônia, decidiu fazer um teste no COC/Ribeirão Preto, no qual foi aprovado. Ficou até o segundo ano de juvenil no COC/Ribeirão Preto. Chegou a jogar no time adulto onde foi campeão brasileiro em 2003. Ficou até 2005 quando foi jogar no Bauru.

## Carreira
Depois de jogar no Bauru, passou pelo São Carlos e pelo Guarujá.

### Araraquara (2007–2011)
Neto chegou ao Araraquara em 2007, para a disputa do Campeonato Paulista. Em 2008, fez parte do elenco vice-campeão dos Jogos Abertos do Interior.
Foi pelo Araraquara que Neto disputou jogou a primeira edição do NBB. Nela, se destacou com médias de 16.6 pontos por jogo e 5.9 assistências por jogo. Participou do primeiro Jogo das Estrelas, em 2009, quando substituiu o lesionado Nezinho.

### Limeira (2011–2012)
O armador deixou Araraquara após quatro anos e assinou pelo Limeira Em Limeira, Neto jogou por apenas uma temporada, tendo médias por jogo de 7,1 pontos e 2,2 assistências no NBB 2011–12.

### Liga Sorocabana (2012–2013)
Neto assinou com a Liga Sorocabana para a temporada 2012–13. No início em Sorocaba, Neto era reserva do americano Kenny Dawkins, mas suas boas atuações o transformaram em titular, passando a jogar como ala-armador. Foi um dos indicados ao prêmio Jogador Que Mais Evoluiu do NBB 2012–13.

### Palmeiras (2013–2015)
Neto assinou pelo Palmeiras, equipe da qual é torcedor desde criança, em 2013. Na primeira temporada no Palestra Itália, liderou a equipe em pontos e em roubadas de bola. Acabou eliminado nas Oitavas-de-final no NBB.
Foi destaque novamente na temporada 2014–15, o que o levou a ser votado para participar do Jogo das Estrelas, seis anos após sua primeira participação.

### Volta à Liga Sorocabana (2015–2016)
Após a saída do Palmeiras do NBB, Neto acertou seu retorno à Liga Sorocabana. Permaneceu uma temporada na equipe, sendo o cestinha do NBB 2015–16 com 19,1 pontos por partida.

## Estatísticas
|  | Líder da liga |

### Temporada regular do NBB
| Ano               | Equipe            | PJ  | MPJ  | 2P%  | 3P%  | LL%  | RT  | AS  | BR  | TO | PPJ  |
| ----------------- | ----------------- | --- | ---- | ---- | ---- | ---- | --- | --- | --- | -- | ---- |
| 2008–09           | Araraquara        | 21  | 36.4 | .554 | .364 | .829 | 2.9 | 5.9 | 2.2 | .0 | 16.6 |
| 2009–10           | Araraquara        | 23  | 25.6 | .527 | .270 | .711 | 3.0 | 3.2 | 1.4 | .0 | 9.4  |
| 2010–11           | Araraquara        | 28  | 18.9 | .448 | .345 | .768 | 1.2 | 2.2 | .9  | .1 | 6.5  |
| 2011–12           | Limeira           | 28  | 20.9 | .522 | .261 | .867 | 1.6 | 2.4 | 1.0 | .0 | 7.3  |
| 2012–13           | Liga Sorocabana   | 34  | 33.6 | .571 | .306 | .700 | 2.4 | 2.0 | 2.3 | .1 | 14.2 |
| 2013–14           | Palmeiras         | 32  | 30.7 | .529 | .368 | .791 | 2.0 | 2.4 | 1.4 | .0 | 15.4 |
| 2014–15           | Palmeiras         | 30  | 29.4 | .533 | .344 | .724 | 2.4 | 2.1 | 1.5 | .0 | 14.3 |
| 2015–16           | Liga Sorocabana   | 28  | 34.7 | .508 | .289 | .800 | 3.9 | 2.9 | 2.4 | .1 | 19.1 |
| 2016–17           | Pinheiros         | 20  | 22.1 | .455 | .255 | .710 | 1.9 | 2.6 | 1.1 | .0 | 8.3  |
| Carreira          | Carreira          | 267 | 28.0 | .517 | .314 | .766 | 2.3 | 2.6 | 1.5 | .0 | 12.2 |
| Jogo das Estrelas | Jogo das Estrelas | 2   |      |      |      |      |     |     |     |    |      |

### Playoffs do NBB
| Ano      | Equipe          | PJ | MPJ  | 2P%  | 3P%  | LL%  | RT  | AS  | BR  | TO | PPJ  |
| -------- | --------------- | -- | ---- | ---- | ---- | ---- | --- | --- | --- | -- | ---- |
| 2010     | Araraquara      | 4  | 23.7 | .273 | .231 | .700 | 2.3 | 2.5 | 1.0 | .0 | 7.0  |
| 2011     | Araraquara      | 3  | 22.0 | .476 | .429 | .500 | 1.3 | 1.0 | 1.0 | .0 | 10.0 |
| 2012     | Limeira         | 4  | 14.7 | .545 | .750 | .833 | .5  | .5  | .5  | .0 | 6.5  |
| 2013     | Liga Sorocabana | 3  | 25.5 | .273 | .400 | .750 | 1.3 | .7  | .0  | .0 | 7.0  |
| 2014     | Palmeiras       | 4  | 28.8 | .476 | .304 | .286 | 2.3 | 1.5 | 2.0 | .0 | 10.8 |
| 2015     | Palmeiras       | 5  | 30.6 | .414 | .304 | .769 | 1.8 | 1.4 | 1.4 | .0 | 11.0 |
| Carreira | Carreira        | 23 | 24.2 | .409 | .333 | .680 | 1.6 | 1.3 | 1.0 | .0 | 8.8  |